# Наинский ковёр

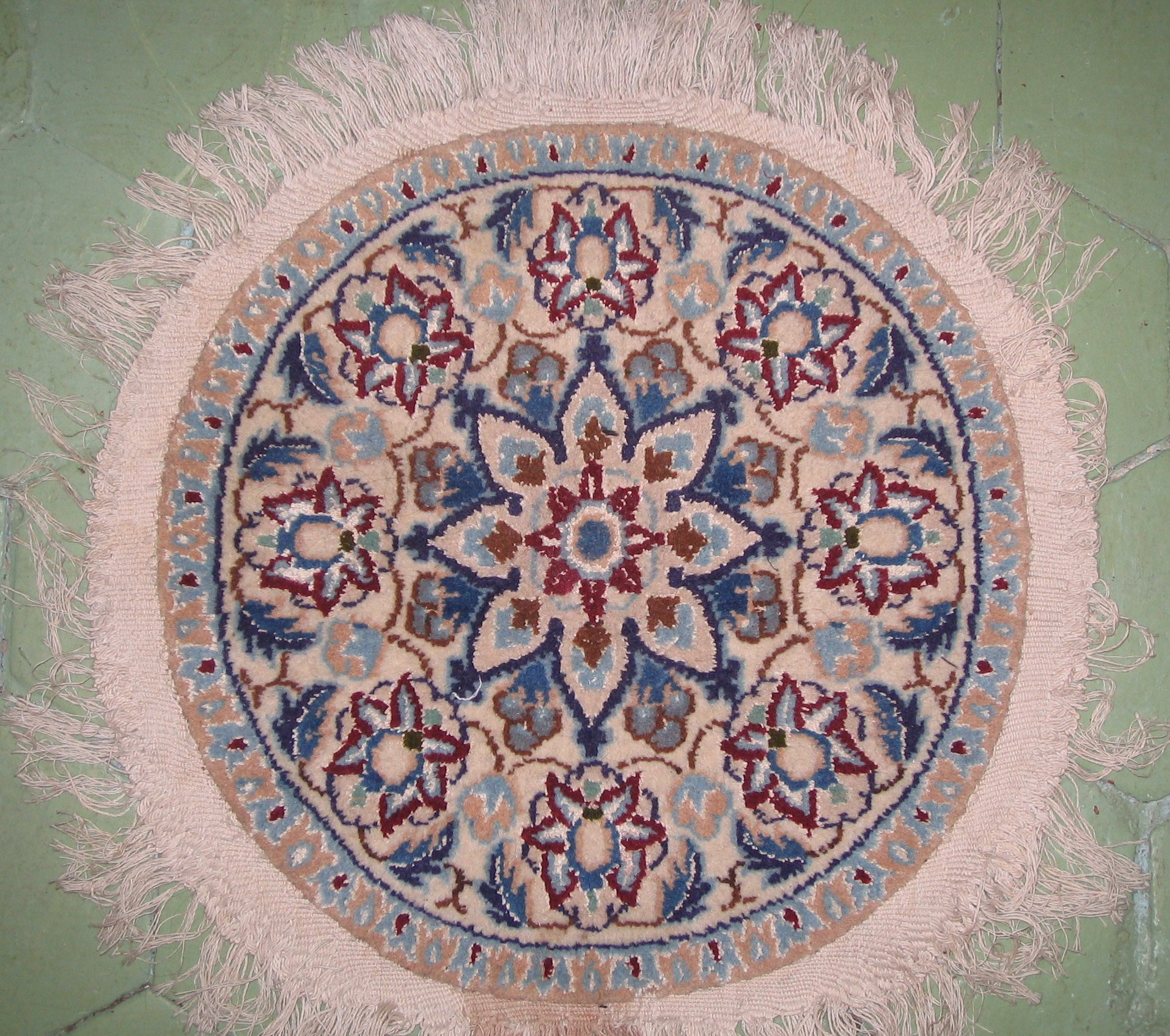
Круглый наинский ковёр

Наинские ковры - персидские ковры, производимые в городе Наин с 1930-х или 1940 г. Изготавливаются с использованием персидского узла и обычно имеют от 200 до 800 (Чарльз Якобсен приводит диапазон 300 до 500) узлов на квадратрый дюйм. Ворс, как правило, представляет собой шерсть очень высокого качества, коротко подстриженную, а шёлк часто используется для выделения деталей в дизайне. Ковры часто имеют хорошо узнаваемый рисунок из цвета слоновой кости, голубого, синего и красного.